# Чёрный путь (игра)
Игра Чёрный путь (известная также под другими названиями) — это настольная игра для 2 лиц, описанная и проанализированная в книге Winning Ways for your Mathematical Plays. Игру придумал Ларри Блэк в 1960.
Было объявлено, что игру, известную как «Блэк» (в переводе с английского — Чёрный) или  «Игру Блэка» придумал в 1960 Уильям Л. Блэк. Этот «Уильям Л. Блэк» (возможно, известный как «Ларри») был в то время студентом Массачусетского технологического института и исследовал две игры «Гекс» (англ. Hex) и «Перебрось мостик» (англ. Bridg-it), целью которых является построение цепочки, соединяющей две стороны игрового поля. Результатом исследования стала новая топологическая игра, которую друзья (возможно, без особых размышлений) назвали Блэк. Игру представил на публику Мартин Гарднер в октябрьской колонке 1963 года журнала Scientific American.

## Правила
«Чёрный путь» играется на доске, расчерченной на квадраты. Любой квадрат может быть заполнен одной из трёх фишек:

Эти фишки являются тремя способами соединения сторон квадратов в пары. Две первых являются плитками Труше.
Одно ребро на границе доски выделено для начала пути.  Игроки поочерёдно дополняют  путь из квадратов одной из плиток. Путь может вернуться к заполненному ранее квадрату и продолжаться с незаполненного сегмента этого квадрата. Кто первым приведёт путь к краю игрового поля — проиграл.

## Стратегия
Первый игрок имеет выигрышную стратегию на любой прямоугольной доске с по меньшей мере одной стороной чётной длины. Представим доску, заполненную костями домино. Первый игрок должен всегда играть так, что конец попадает на середину одной кости домино.
Если обе стороны доски нечётны, второй игрок может выиграть путём использования замощения костями домино, занимающего все квадратики, кроме поля, занятого первым игроком.

### Логика
Стратегия "домино" работает, заставляя проигравшего игрока заканчивать путь на краю нового домино; продолжая путь на новом домино, выигравший игрок в конечном итоге заставит проигравшего игрока встать на край или в угол. Игрок 2 может выиграть на доске с четными клетками; сначала рассмотрим доску, полностью покрытую домино 2×1, за исключением верхнего левого и нижнего правого углов. Если игрок 2 заставит игрока 1 двигаться в, вторую клетку главной диагонали, независимо от хода игрока 1 в, неиспользованный путь в соединит две клетки, которые можно рассматривать как две клетки "разделенного домино", которое игрок 2 может использовать, а оставшиеся плитки (кроме правого нижнего угла) могут быть покрыты домино.  
Смотрите три примера ниже, иллюстрирующие "разделенное домино", которое получается в результате третьего хода.